# Vaňov
Vaňov (německy Wannow) je část statutárního a krajského města Ústí nad Labem v České republice, spadající pod městský obvod Ústí nad Labem-město. Nachází se asi tři kilometry jižně od centra města v Českém středohoří na levém břehu řeky Labe. Jeho katastrální území se rozkládá na 2,53 km2 v nadmořské výšce od 140 do 480 m n. m. K roku 2011 zde žilo 792 obyvatel.
Vznikl jako sídlo typu okrouhlice v 9. až 10. století, avšak první písemná zmínka pochází až z roku 1293. V letech 1350 až 1848 náležel královskému městu Ústí nad Labem. Levý břeh Labe byl na Ústecku historicky průmyslovější; během 19. a 20. století se ve Vaňově nacházela barvírna textilu a závod na výrobu panelů. Součástí Ústí nad Labem se stal opět v roce 1980. Na počátku 21. století jsou zde zastoupeny služby motoristům a průmysl stavebních hmot. Prochází jím dvě celostátně významné dopravní komunikace, silnice I/30, spojující Ústí nad Labem s dálnicí D8, a železniční trať číslo 090/091, která je součástí I. národního tranzitního železničního koridoru. V severní části území obce se nachází Vaňovský přístav, který se řadí mezi nejvyužívanější přístavy severních Čech.
Celé katastrální území Vaňova náleží do velkoplošného zvláště chráněného CHKO České středohoří a mimo to je jeho součástí evropsky unikátní národní přírodní památka Vrkoč, která je jedinečná specifickou sloupcovou odlučností čediče. V blízkosti Vrkoče se na Podlešínském potoce nachází Vaňovský vodopád, který je s 12 metry největším vodopádem Českého středohoří.

## Název
Název Vaňov je odvozen od mužského rodného jména Váňa (domácká podoba jména Václav), v tomto případě od akuzativního tvaru Váňův (dvůr, statek). Německý název sídla je Wannow a mezi kdysi používané tvary patří též Wanaw, Waniow či Vanov.

## Historie

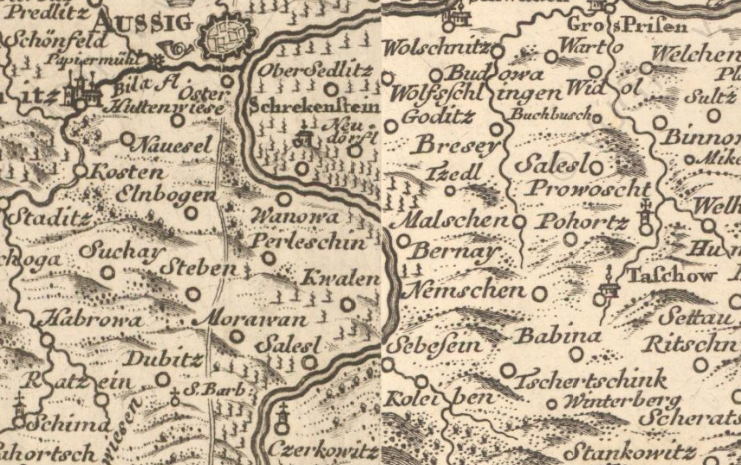
Vaňov, zde jako Wanowa (uprostřed), na Müllerově mapě Čech z roku 1720

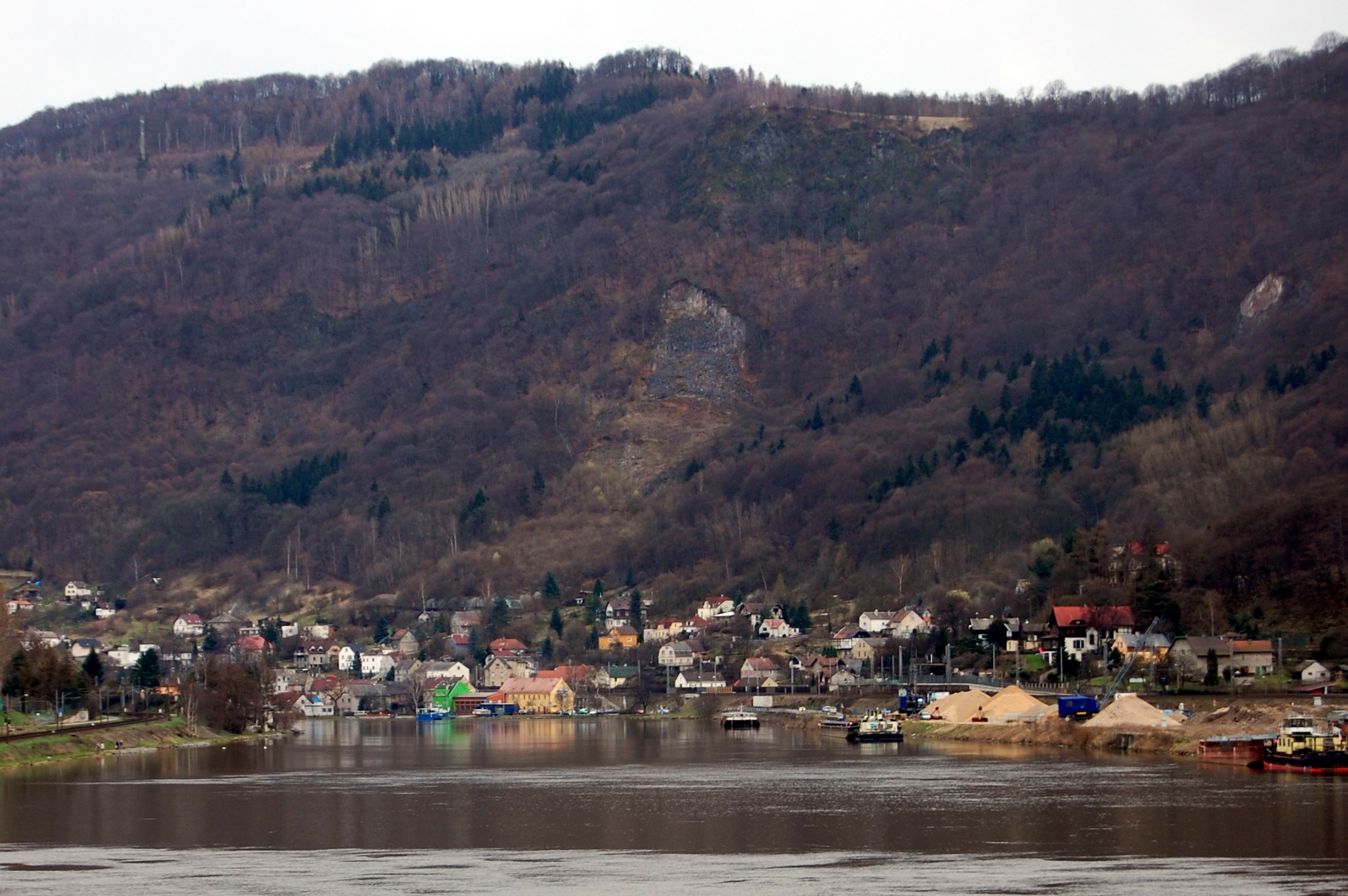
Vaňov zachycený z Masarykových zdymadel v roce 2010. Uprostřed je patrný sesuv na svahu Čertovka.

Vaňov vznikl jako slovanská okrouhlice mezi 9. a 10. stoletím, archeologické nálezy (například hlazená kamenná sekera) však potvrzují osídlení již v mladší době kamenné. První písemná zmínka pochází až z roku 1293. Střed sídla se původně nacházel kolem staré lípy, jež stávala poblíž dnešního železničního přejezdu mezi ulicemi K Přejezdu a Vaňovská. Pod tímto stromem, pokáceným v roce 2003, měl jednou údajně odpočívat vojevůdce Jan Žižka (1360–1424). V roce 1350 přenechali měšťané Heimann Zeiner a Jindřich Conclini Vaňov královskému městu Ústí nad Labem, a ten mu následně náležel až do zrušení poddanství v roce 1848. Během třicetileté války (1618–1648) byla obec poškozena Švédy. V roce 1654 zde stálo 14 domů, v nichž žilo 13 malých sedláků a 1 zahradník. V roce 1680 se v okolí Ústí nad Labem rozhořelo selské povstání. Vaňovští poddaní se k němu však nepřidali, což je pozoruhodné zejména proto, že v roce 1659 žádali krajského hejtmana o „ochranu proti přehmatům města a výši robotních povinností“.
S postupným rozvojem se Vaňov rozrůstal jak do počtu domů, tak do počtu obyvatel. V červenci 1836 byl položen základní kámen silnice z Ústí nad Labem do Lovosic. Původní půdorys obce narušila v letech 1847 až 1850 stavba železniční tratě z Prahy do Drážďan. Její vysoký násep a opěrné zdi rozdělují území na dvě části, které spojují tři podjezdy a jeden přejezd.

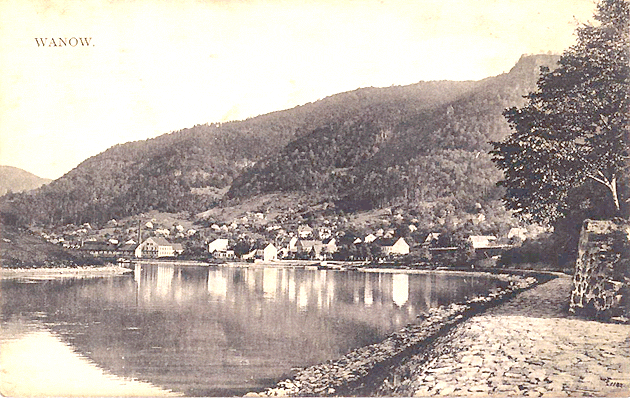
Pohled na Vaňov od severu (1910)

Díky blízkosti Ústí nad Labem, coby průmyslového centra, a dobrému komunikačnímu spojení, nalézali místní obyvatelé stále častěji zaměstnání v ústeckých průmyslových závodech. Postupně došlo k proměně sociální struktury obyvatelstva, nově povětšinou tvořeném řemeslníky či dělníky, a již pouze minimálně zemědělci. V roce 1887 již ve Vaňově žilo ve 48 domech 258 obyvatel a tento počet postupně rostl až na 88 domů a 722 obyvatel, zjištěných v prvním sčítání lidu nově vzniklého Československa v roce 1921. Během První republiky existovaly ze strany Ústí nad Labem snahy o integraci s obcemi v zázemí města (kromě Vaňova šlo například o Bukov, Předlice či Všebořice). V lednu 1920 proto ústecké městské zastupitelstvo pozvalo představitele okolních obcí na zvláštní zasedání, avšak představitelé Vaňova účast odřekli. V témže měsíci zasáhla Vaňov zimní povodeň.
V letech 1924 až 1936 proběhla v těsné blízkosti Vaňova pod hradem Střekov na Labi výstavba zdymadla Střekov (známého též jako Masarykova zdymadla či Zdymadla T. G. Masaryka), čímž došlo ke vzdutí hladiny Labe o délce 19,8 kilometrů a celkovém objemu 16,1 mil. m3. Důvodem výstavby vodního díla bylo splavnění Labe v oblasti nebezpečných peřejí, které začínaly nad Vaňovem a končily asi 400 metrů pod hradem Střekov. V souvislosti s touto stavbou a změnou výšky hladiny řeky došlo k úpravě břehů, výstavbě podzemního odvodňovacího kanálu (tzv. Vaňovské drenáže), přeložky ústí Podlešínského potoka do Labe a překladního přístaviště s železniční vlečkou. V roce 1925 došlo ke skalnímu řícení (podle jiného zdroje povodni) u Vaňovského vodopádu, padající skalní bloky zničily oblíbenou Babinského hospodu. Historicky největšího počtu obyvatel Vaňov dosáhl ve 30. letech 20. století, kdy zde žilo 1052 obyvatel.
V důsledku Mnichovské dohody se Vaňov a celé Sudety staly počátkem října 1938 součástí nacistického Německa a od dubna 1939 byly v jeho rámci součástí říšské župy Sudety. Během druhé světové války se místní rodák František Jelínek zapojil do domácího protinacistického odboje v rámci skupiny Bohumila Bachury známé jako „Úvod – Krušnohoří“. Po skončení války došlo k odsunu místního, do té doby většinového, německého obyvatelstva a dalšímu rozvoji obce. V roce 1949 vznikl stavební závod Prefa na výrobu panelů a roku 1957 byla postavena nová budova školy. Mezi lety 1974 až 1978 probíhala výstavba silnice první třídy I/30. Její nesprávné odvodnění však místním obyvatelům o dvacet šest let později začalo působit problémy se spodní vodou. V roce 1980 se Vaňov v rámci velké integrace sídel v zázemí Ústí nad Labem stal součástí krajského města. Od roku 1986 spadal pod městský obvod Ústí nad Labem 1 a od roku 1990 je součástí obvodu Ústí nad Labem-město.
Jakožto součást Ústí nad Labem územně náleží od roku 1992 do euroregionu Labe. Na přelomu let 1994 a 1995 došlo k svahovým pohybům na svahu Čertovka, nacházejícím se nad zástavbou v ulici Ve Stráni. Sesuvná aktivita byla v únoru 1995 vyhodnocena jako havarijní a v průběhu roku došlo k její sanaci pomocí osově zalomené železobetonové záporové zdi, jejíž stavba byla dokončena v prosinci téhož roku (bližší informace v sekci Svahové pohyby). V letech 2002 a 2013 Vaňov zasáhly letní povodně, při nichž byla v obou směrech odříznuta přístupová silniční komunikace (I/30), a jediný způsob dopravy a zásobování tak skýtala železnice (vlaky zde provizorně zastavovaly).

## Přírodní poměry
Vaňov je součástí města Ústí nad Labem a nachází se v jižní části stejnojmenného okresu v Ústeckém kraji při řece Labe. Jeho základními sídelními jednotkami jsou Vaňov a Vaňov-Skály.
Katastrální území Vaňov se rozkládá na ploše 2,53 km2. Z východu jej vymezuje řeka Labe. Jižní hranice se od Labe odpoutává na úrovni ústí Průčelského potoka na protějším břehu řeky v Brné, kolmo míjí silnici I/30 a železniční trať 090/091, a v esovitém tvaru po vrstevnici pokračuje k jihu pod Panenskou skálu. Následně mění směr a prudce stoupá proti svahu k Vaňovskému vrchu (561 m n. m.) a ve zhruba 480 m n. m. se stáčí k severu. Pod křížením vedení vysokého napětí krátce mění směr k východu, aby se po asi 90metrovém poklesu opět stočila na západ a pokračovala po lesní cestě. Od té se odpoutává na sever a vede k vyhlídce Milenci a následně vyhlídce Vaňovská skála (467,8 m n. m.). Od té poté směřuje po vrstevnici, vodorovně k silnici třetí třídy č. 25840 z Chvalova na Podlešín, míjí vyhlídku Skály pod Vrkočem, Vaňovský vodopád na Podlešínském potoce, aby se stočila k západu a po krátkém stoupání pokračovala po vrstevnici kolem skal. V blízkosti elektrického vedení z Masarykových zdymadel se stáčí k východu a ze severu Vaňov ohraničuje. Přibližně od 200 m n. m. kopíruje ulici Pavla Stránského, vedoucí kolmo k řece Labi, a ze severu ohraničuje Vaňovský přístav. Katastrální území leží v nadmořské výšce 140–480 m n. m., přičemž jeho nejvyšším bodem je svah pod Vaňovským vrchem a nejnižším hladina řeky Labe. Od severu na jih (proti směru hodinových ručiček) sousedí postupně s katastrálními územími Ústí nad Labem, Hostovice u Ústí nad Labem, Podlešín u Stebna, Chvalov a Dolní Zálezly.

### Geologická stavba

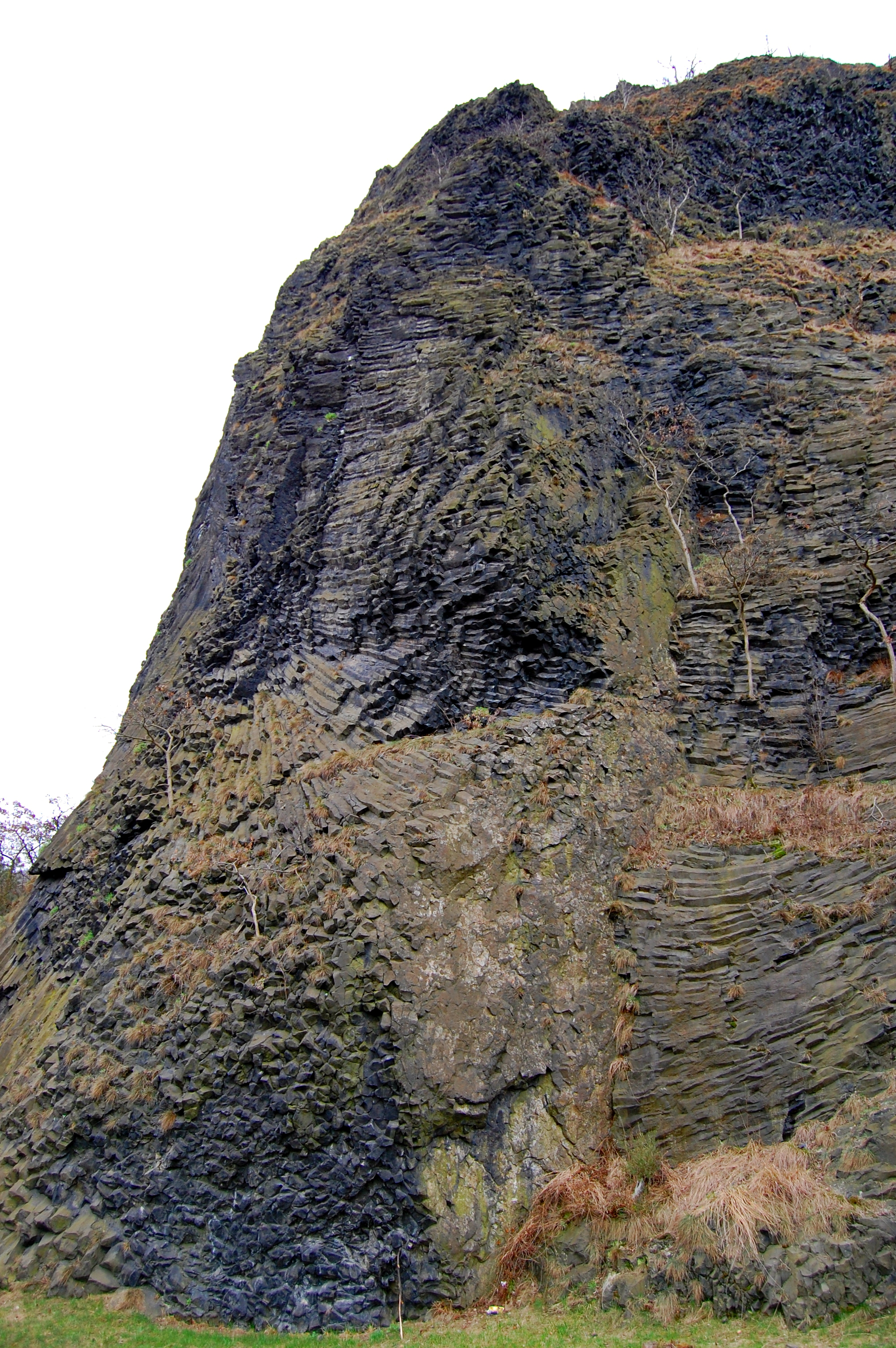
Vypreparovaná žíla Vrkoč

Geologicky je Vaňov součástí Českého masivu, kde se nachází v oblasti Českého středohoří, které vzniklo na střetu dvou regionálně významných jednotek, oblasti sasko-durynské (saxothuringikum) a tepelsko-barrandienské (centralbohemikum). Horninový základ je tvořen krystalickými břidlicemi vzniklými na přelomu starohor a prvohor, které ale v lokalitě na povrch nevystupují a jsou překryty mladšími sedimenty či vulkanity. V průběhu druhohor, kdy bylo celé České středohoří zaplaveno cenomanským mořem, docházelo k sedimentaci pískovců. Tyto horniny, zastoupené ve zdejší oblasti nejmladšími santonskými sedimenty, vystupují na četných lokalitách na úpatí příkrých labských svahů mezi Panenskou skálou a Větruší. V úzkém pásu nad zástavbou se v podloží vyskytuje též arkózovitý pískovec.

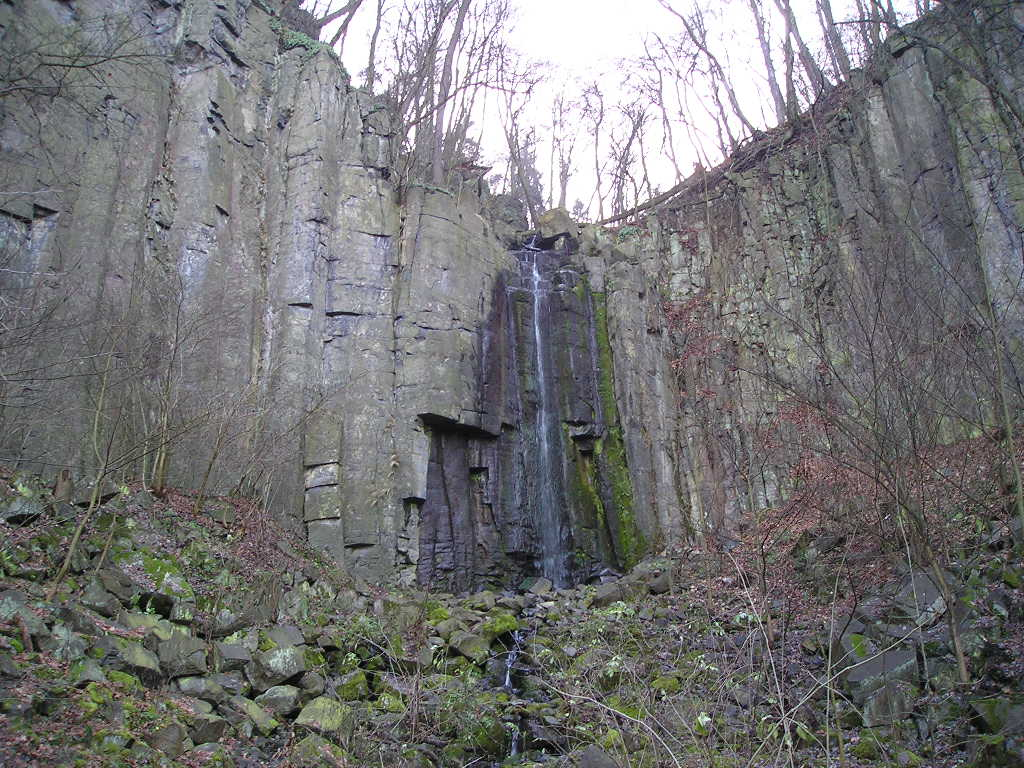
Vaňovský vodopád

Na utváření podoby oblasti měl velký vliv třetihorní vulkanismus, který dal vzniknout Českému středohoří. Třetihorní horniny (čediče, znělce a tufy) se na podloží podílejí ve vrcholových partiích. Vulkanismus vytvořil tělesa lakolitické povahy, z nichž mezi nejznámější patří čedičová žíla Vrkoč. Ta protnula jak santonské pískovce (z nichž byla během čtvrtohorního zahlubování Labe vypreparována), tak nadložní výlevy olivinických čedičů. Je unikátní orientací odlučných sloupců do obráceného vějíře (milíře), k čemuž došlo v důsledku působení tří různých ochlazovacích ploch během tuhnutí. Stávající podoba Vrkoče byla odkryta částečným odtěžení skály při výstavbě železniční trati. Uspořádání lávových proudů a příkrovů, proložené pyroklastiky, je možné pozorovat na odkryvu hlubokého erozního zářezu Podlešínského potoka. Zdejší okraj lávového příkrovu byl natolik příkrý, že dal vzniknout Vaňovskému vodopádu.
V průběhu čtvrtohor došlo k velkým klimatickým změnám (střídání glaciálů a interglaciálů), během nichž probíhala intenzivní eroze a denudace, doplňovaná pokračujícím zdvihem Českého středohoří. Tok Labe se během zmíněných procesů prohloubil o více než 100 metrů. V jeho nejbližším okolí se v různých mocnostech a výškách dochovaly říční uloženiny (spraše, písky a štěrky). Podél řeky Labe a pod zástavbou se rovněž nachází svahové sedimenty a naváté písky.
U Vrkoče v minulosti existoval lom na čedič, používaný následně mimo jiné k dláždění náměstí v Ústí nad Labem. Ten se však podařilo uzavřít (podobně jako v případě Panské skály u Kamenického Šenova) českému geologovi Josefu Emanuelu Hibschovi (1852–1940).

### Reliéf

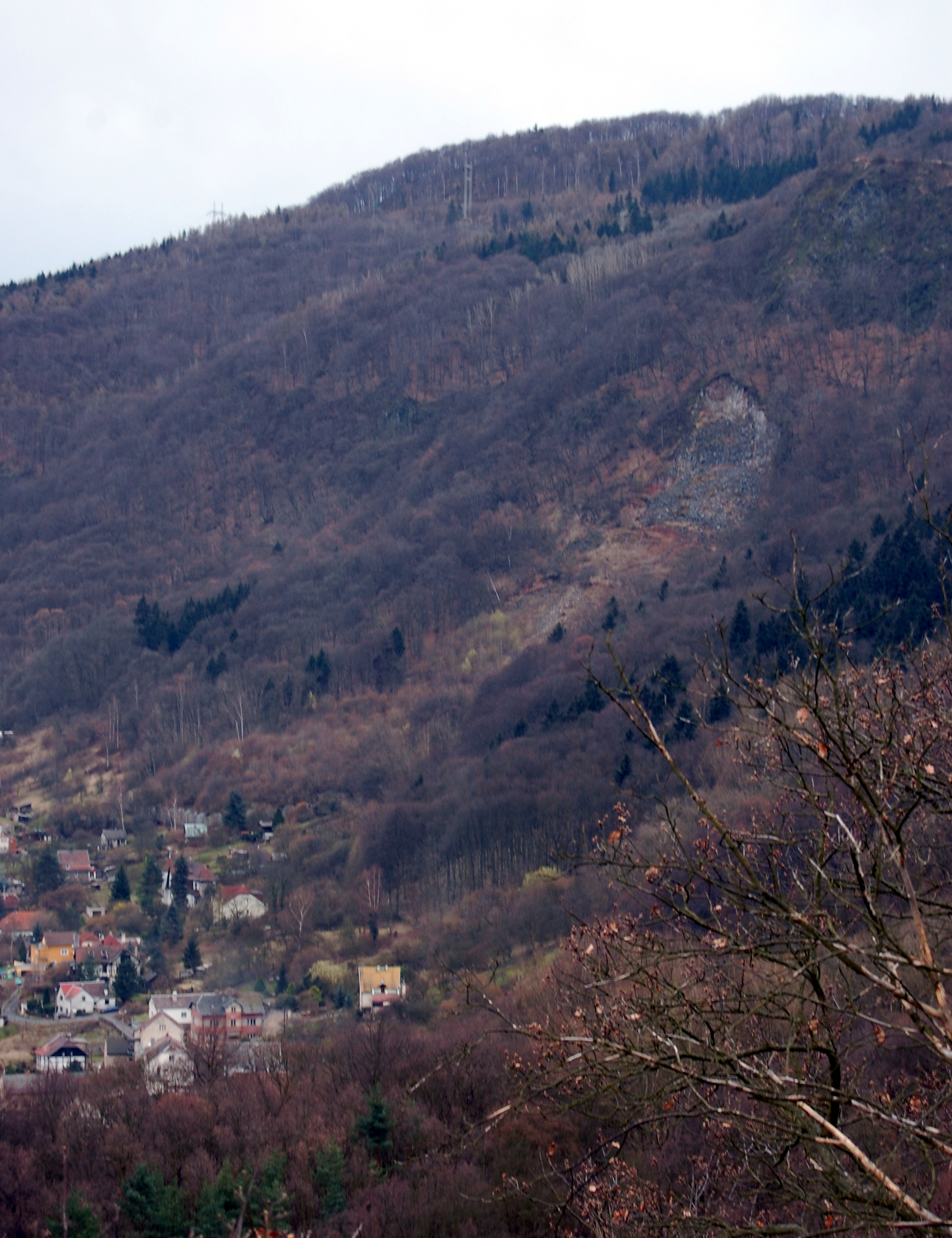
Svahový sesuv Čertovka

Z geomorfologického hlediska je Vaňov součástí Krušnohorské subprovincie, konkrétně Českého středohoří a jeho podcelku Verneřické středohoří, v jehož rámci spadá pod geomorfologický okrsek Litoměřické středohoří. Reliéf oblasti je velmi pestrý s velkým výškovým rozpětím (140–480 m n. m.). Hlavní podíl na tom nese Labe, které tvoří erozní bázi (základ) regionu. Jeho antecendentní zahlubování v průběhu čtvrtohor následoval i Podlešínský potok. Během teplotních výkyvů čtvrtohor se v oblasti kromě svahových akumulací vyvinuly také různé skalní formy. Patří mezi ně například dvě zhruba 35 metrů vysoké skalní věže Milenci (dříve Zwei spitzige Steine, tj. „Dva špičaté kameny“). Mezi další z vzhledově výrazných skal patří skalní útvar Josefínka, připomínající sedící ženu, k němuž se váže smutná pověst. Dominantou, nacházející se na katastrálním území Vaňova a Chvalova, je Panenská skála (dříve též Panenský kámen), vypreparovaná čedičová žíla s rozsáhlým suťovým polem. Vyčnívá padesát metrů nad okolní terén a je tvořena žilným pronikem nefelinického bazanitu.

#### Svahové pohyby
Svahové pohyby se v ústecké části Českého středohoří vyskytují z řady důvodů. Patří mezi ně například členitost reliéfu, příkré svahy údolí či „těžké vulkanity spočívající v nadloží měkčích křídových sedimentů“.
K vůbec nejrozsáhlejším svahovým pohybům došlo z hlediska modelace reliéfu v polovině 90. let 20. století na svahu Čertovka (dříve též Michelmotzenswand) nad zástavbou při ulici Ve Stráni. Jeho stabilita začala slábnout v srpnu 1994 v důsledku skalního řícení okraje čedičového příkrovu. Zřícený skalní blok působil na akumulaci staršího sesuvu, a ta se počátkem následujícího roku aktivovala při provlhčení, způsobeném táním sněhu. V únoru 1995 byly zaregistrovány známky svahových procesů a pod skalní stěnou se vytvořila odlučná oblast válcového tvaru. Zvláštní komise vyhodnotila aktivitu svahu jako havarijní a majetek a životy občanů ohrožující. Bezprostředně se přistoupilo ke sledování svahu, který byl sanován 106,5 metrů dlouhou osově zalomenou železobetonovou záporovou zdí, dokončenou v prosinci 1995. Na Čertovce nastalo hned několik gravitačních svahových pohybů, a to ploužení, sesouvání a řícení. Odlučná stěna deformace je široká 50–110 metrů, odlučná hrana se nachází ve 355 m n. m. a záporová zeď ve 180 m n. m. (převýšení tedy činí 175 metrů). Průměrná pravá mocnost sesouvajících se hmot je 5 metrů, kubatura této sutě se odhaduje na 150 000 m3. Původním předpokladem bylo, že k sesuvu dochází na rozhraní křídových sedimentů a vulkanických hornin, avšak ve skutečnosti k němu dochází v rámci vulkanické sekvence. Sesuv je stále aktivní, po intenzivních deštích, které v roce 2013 způsobily rozsáhlé povodně, se pohnul o několik centimetrů. Město Ústí nad Labem se následně rozhodlo pro obnovení sledování svahu, jenž byl pro nedostatek financí přerušen v roce 2002, a pro opravu záporové zdi a sanaci svahu. Samotná sanace byla dokončena koncem roku 2014.
K jinému skalnímu řícení došlo v roce 1925 u Vaňovského vodopádu, kde padající skalní bloky zničily Babinského hospodu, jež byla spolu s vodopádem oblíbeným cílem výletů Ústečanů. Podle jiného zdroje restaurační zařízení strhla povodeň na Podlešínském potoce.

### Půdy
Podle taxonomického klasifikačního systému půd (TKSP) se ve Vaňově vyskytují fluvizemě, antropozemě a kambizemě. Fluvizemě, konkrétně půdní typ fluvizem modální, se táhne od jihu v pásu podél Labe pod většinou zástavby až zhruba po Vrkoč. Následně pás přechází v antropozemě, v tomto případě v typ antrozozem urbánní. Kambizemě, vyskytující se ve vrcholových partiích na přibližně polovině území, jsou zastoupeny dvěma půdními typy. Dominantní část tvoří kambizemě eutrofní, zatímco malou část při severním okraji Vaňova představují kambizemě modální.

### Podnebí
Podle Quittovy klimatické klasifikace náleží celé území Vaňova do teplé klimatické oblasti T2. Pro tu jsou charakteristická dlouhá, teplá a suchá léta, a mírně teplá jara a podzimy. Zimy jsou krátké, mírně teplé a suché, přičemž sněhová pokrývka má během nich pouze velmi krátké trvání. Platí pro ni průměrné lednové teploty –2 až –3 °C a průměrné červencové teploty 18 až 19 °C. Ve vegetačním období se úhrn srážek pohybuje mezi 350 a 400 mm, v zimním pak mezi 200 a 300 mm. Nejbližší meteorologické stanice jsou na Kočkově v Ústí nad Labem a poté na hoře Milešovce (837 m n. m.). Při řece Labi se ve Vaňově nachází automatická meteorologická stanice (U1ULMA01), provozovaná Českým hydrometeorologickým ústavem. Zdejší mikroklima ovlivňuje též řeka Labe, jejíž údolí patří k oblastem s největší četností mlh v České republice.

### Vodstvo

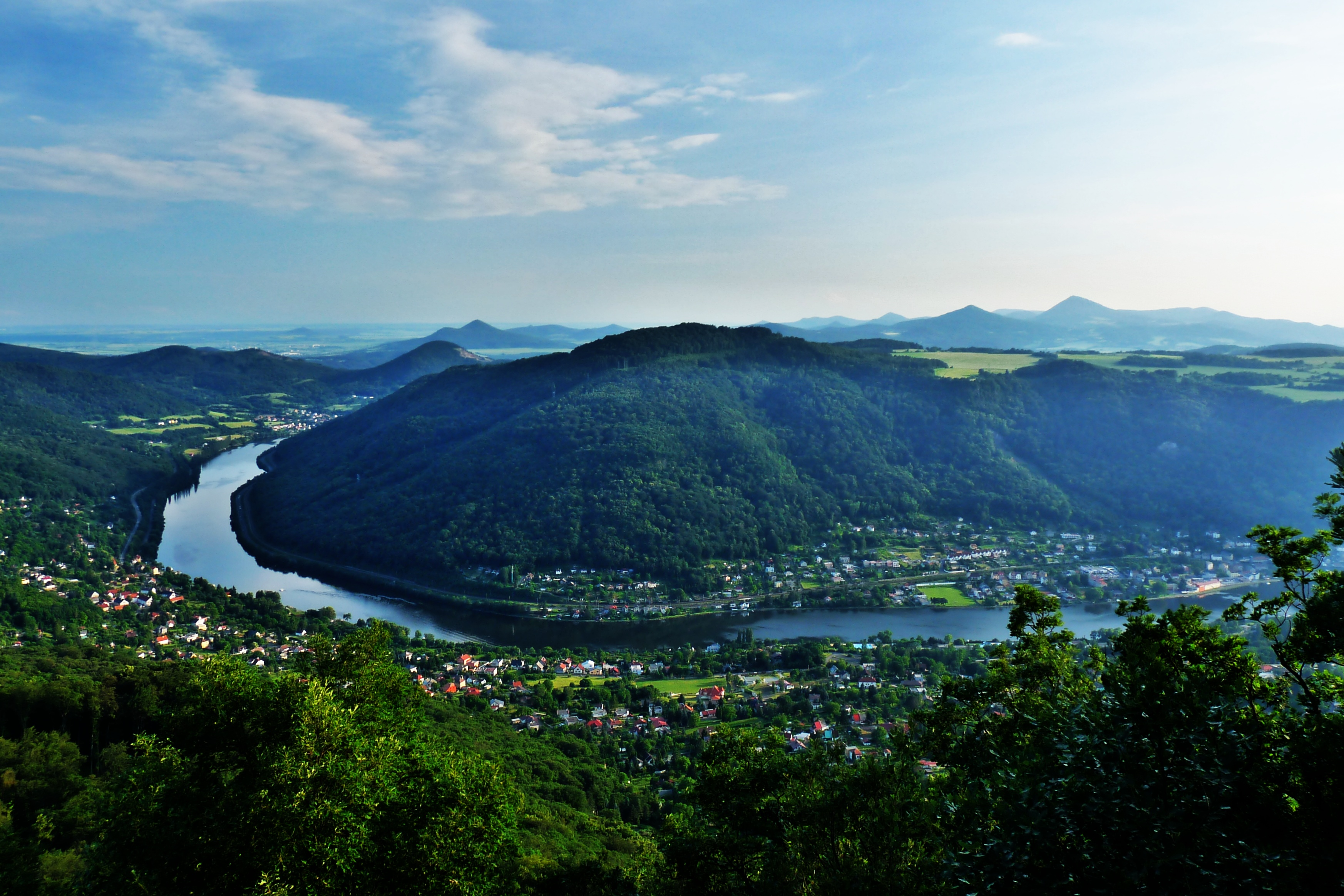
Řeka Labe protékající Českým středohořím mezi Brnou (bližší břeh) a Vaňovem (protější břeh). Pohled z vyhlídky na Vysokém Ostrém.

Vaňov leží při řece Labe, což je vodní tok I. řádu a jedna z největších řek a vodních cest v Evropě, díky čemuž náleží do úmoří Severního moře. Její úsek v oblasti Vaňova tvoří vodní útvar „Labe od toku Ohře po tok Bílina“. Průtok řeky se stal dominantním modelujícím činitelem, který ovlivnil ráz a vzhled zdejší krajiny. Její břeh tvoří, podobně jako na protější brněnské straně, kamenná regulace, která se datuje do 20. a 30. let 20. století, kdy došlo výstavbou Masarykových zdymadel pod hradem Střekov ke vzdutí hladiny v průměru o několik metrů v celkové délce 19,8 kilometrů. Průměrný dlouhodobý průtok řeky je v profilu Ústí nad Labem (tj. pod zdymadly) 290 m3s−1.
Na území Vaňova se dále nacházejí dva malé vodní toky, levostranné přítoky Labe, jejichž správcem je státní podnik Lesy České republiky. Prvním z nich je Podlešínský potok (dříve též nazývaný Žmole), pramenící u vesnice Podlešín ve 420 m n. m. Na svém asi 1,5 kilometru dlouhém toku překonává převýšení 280 metrů, a to mimo jiné i Vaňovským vodopádem (Wannower Wasserfall). Ten vznikl na okraji lávového příkrovu, zatímco v ostatních částech svého toku si potok vytvořil hluboce zaříznuté erozní údolí. Vodopád je 12 metrů vysoký, a je tak největším vodopádem Českého středohoří. V důsledku výše zmíněné výstavby Masarykových zdymadel, a s tím souvisejícího vzdutí hladiny Labe, bylo ústí potoka vyřešeno přeložkou. Druhým malým vodním tokem je bezejmenný potok, pramenící v 325–330 m n. m. nad Vaňovem.
Vaňov spadá do oblasti se sezónně doplňovanou mělkou podzemní vodou, jejíž výška hladiny a vydatnost je nejvyšší v květnu a červnu, a nejnižší v září až listopadu. Průměrný specifický odtok se udává mezi 0,5 a 1 l·s−1km−2. Rizikovým faktorem na řece Labi jsou povodně, a to jak zimní, tak letní. Zimní povodeň Vaňov zasáhla v lednu 1920, letní například v srpnu 2002 a červnu 2013. Přízemí budov při řece je zaplavováno při průtoku 1500 m3/s.

### Flora a fauna

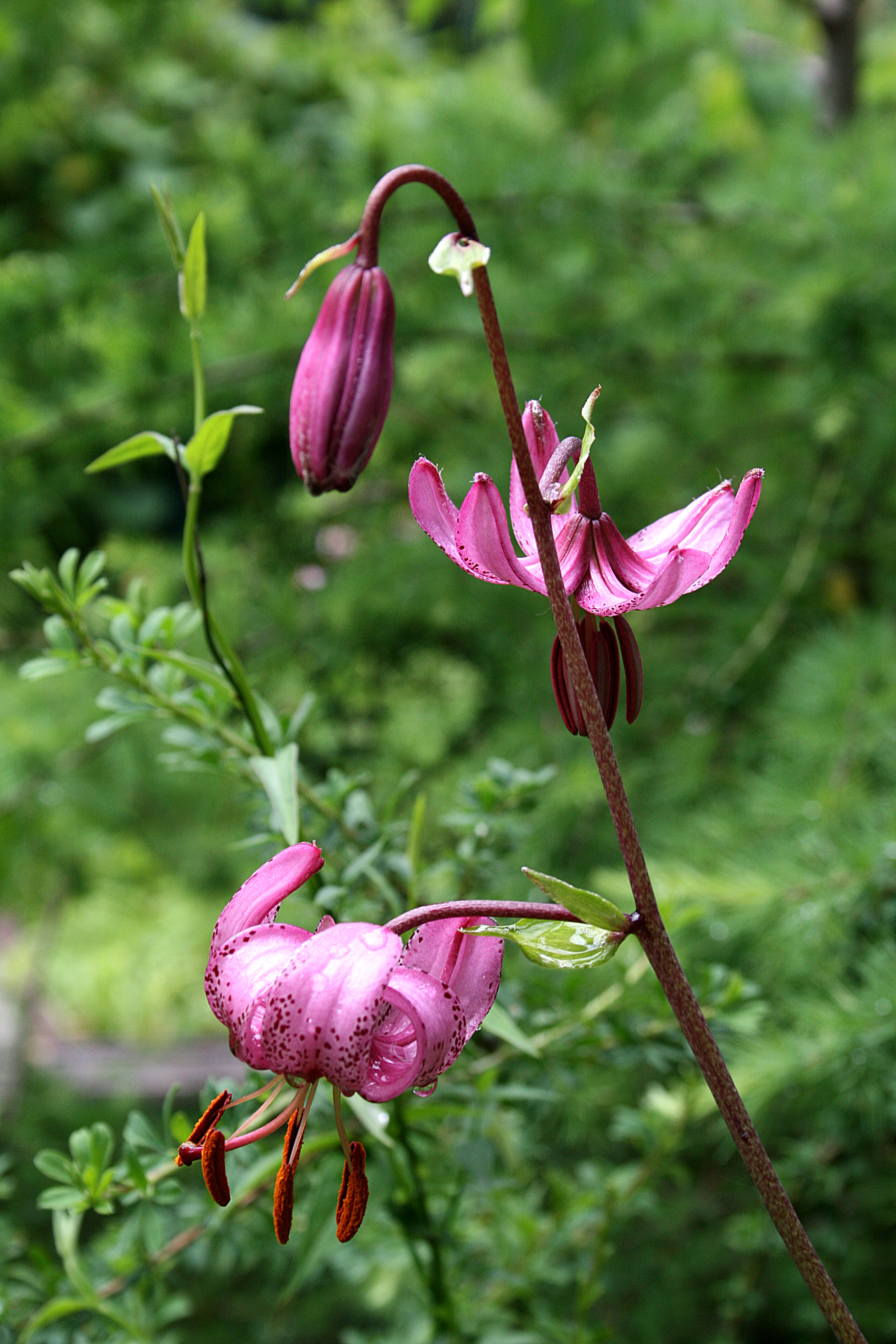
V rámci NPP Vrkoč roste i ohrožená lilie zlatohlavá (Lilium martagon)

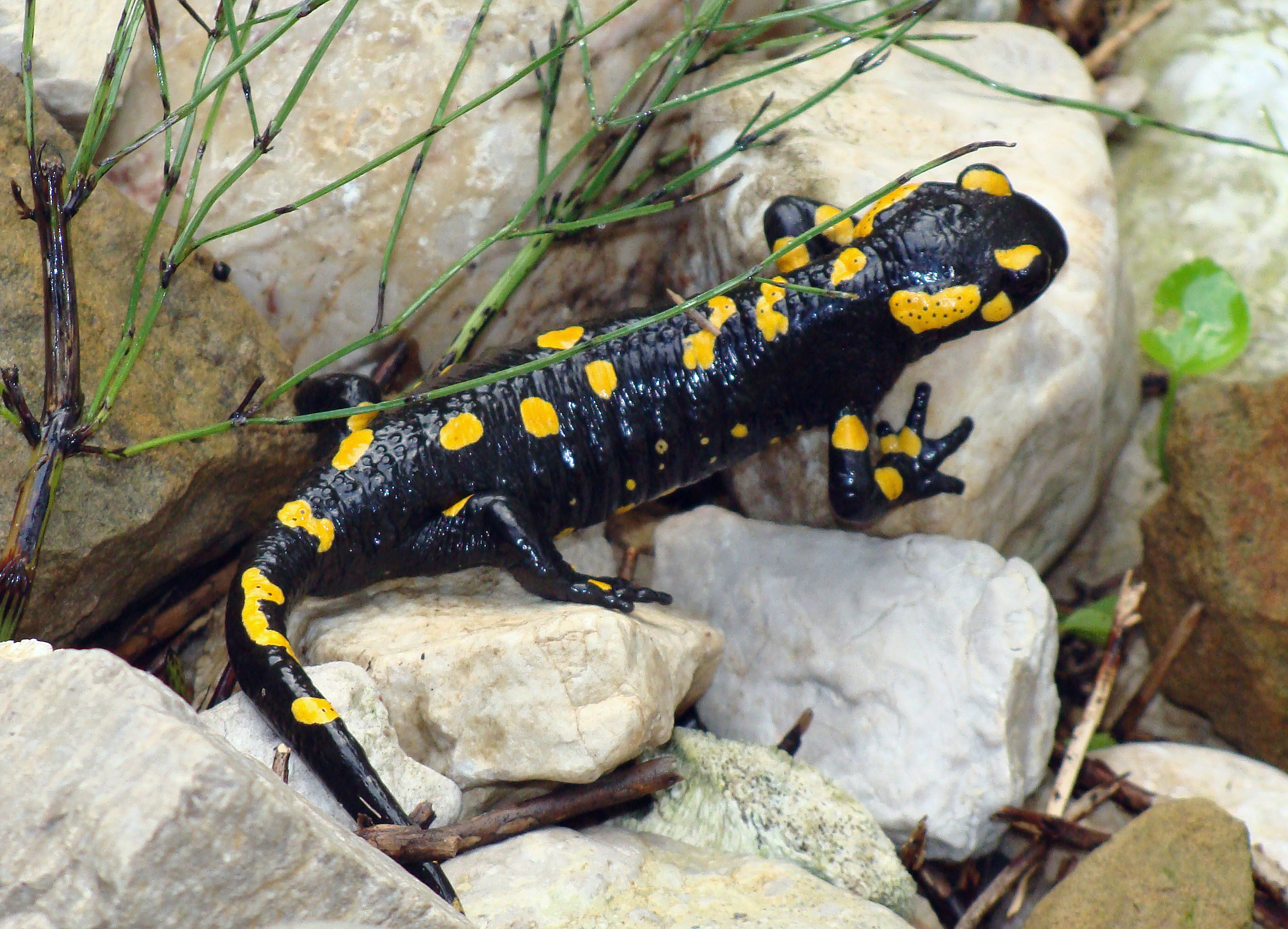
Mlok skvrnitý (Salamandra salamandra)

Dle biogeografického členění ČR náleží Vaňov do hercynské podprovincie, konkrétně do Milešovského bioregionu. Z botanického hlediska leží území ve fytogeografické oblasti termofytikum a jejího okresu Labské středohoří (4b). Potenciálně přirozenou vegetací je černýšová dubohabřina (Melampyro nemorosi-Carpinetum).
V oblasti je zastoupen bukodubový a dubobukový lesní vegetační stupeň. Lesy na labských stráních mají funkci půdoochrannou, jejich smyslem je tedy bránit erozi půdy. Ve zdejších listnatých lesích roste třeba buk lesní (Fagus sylvatica), javor mléč (Acer platanoides), duby (Quercus) a lípy (Tilia). V oblasti Vrkoče se vyskytuje též v Českém středohoří endemitní jeřáb český (Sorbus bohemica). Z rostlin zde roste třeba jaterník podléška (Hepatica nobilis), kopretina bílá (Leucanthemum vulgare), náprstník červený (Digitalis purpurea), divizna velkokvětá (Verbascum densiflorum) či sasanky (Anemone) a bělozářky (Anthericum). V okolí Vrkoče lze nalézt několik chráněných druhů rostlin, mezi něž patří třeba lilie zlatohlavá (Lilium martagon), prvosenka jarní (Primula veris), locika vytrvalá (Lactuca perennis) a snědek chocholičnatý (Ornithogalum umbellatum). V roce 2007 se u Vrkoče podařilo potvrdit výskyt v Česku endemitního lomikamene trsnatého vlnatého (Saxifraga rosacea subsp. steinmannii), který se mimo tuto oblast vyskytuje pouze v údolí Jizery. Z invazních druhů v oblasti roste netýkavka žláznatá (Impatiens glandulifera), bolševník velkolepý (Heracleum mantegazzianum), trnovník akát (Robinia pseudoacacia), křídlatka japonská (Reynoutria japonica) a křídlatka sachalinská (Reynoutria sachalinensis).
Ze savců v oblasti žije mimo jiné veverka obecná (Sciurus vulgaris), liška obecná (Vulpes vulpes), kuna lesní (Martes martes), prase divoké (Sus scrofa) či srnčí zvěř. Mezi zástupce ptactva se řadí například sýkory (Parus), lejsek šedý (Muscicapa striata), z vodního ptactva pak labuť velká (Cygnus olor) nebo kachna divoká (Anas platyrhynchos), z dravců třeba poštolka obecná (Falco tinnunculus), jestřáb lesní (Accipiter gentilis), krahujec obecný (Accipiter nisus) či ostříž lesní (Falco subbuteo). V okolí Vrkoče žije největší zástupce sov, výr velký (Bubo bubo). Z obojživelníků je hojný výskyt mloka skvrnitého (Salamandra salamandra) a z plazů zde žije též užovka obojková (Natrix natrix) či slepýš křehký (Anguis fragilis). V Podlešínském potoce též žijí zástupci plžů, a to kamomil říční (Ancylus fluviatilis) a praménka rakouská (Bythinella austriaca). U Vaňovského vodopádu je zmiňován jediný výskyt této praménky v severozápadních Čechách. Rozličně je zastoupen hmyz (při naučné stezce Větruše–Vrkoč bylo popsáno 40 druhů motýlů a 10 druhů mravenců).

### Ochrana životního prostředí
Ve Vaňově se nachází dvě zvláště chráněná území, a to velkoplošná chráněná krajinná oblast České středohoří a maloplošná národní přírodní památka Vrkoč. První jmenovaná byla vyhlášena 19. března 1976 výnosem ministerstva kultury ČSR na ploše 1063 km² a spadá do ní celý Vaňov. Zřízena byla k „ochraně typického pohoří, tvořeného třetihorními vyvřelinami s řadou významných ekosystémů a velkou druhovou rozmanitostí.“ Specifikum oblasti spočívá také ve strmém srážkovém gradientu v jihozápadně-severovýchodním směru, při kterém na 75 kilometrů délky pohoří vzrůstá srážkový průměr až o 100 %.
Druhá zmíněná, NPP Vrkoč, je geologický útvar evropského významu. Nachází se při Podlešínském potoku nad ulicí Čajkovského a železniční tratí. Vyhlášena byla 20. července 1966 okresním národním výborem v Ústí nad Labem na ploše 1,42 hektaru a předmětem její ochrany je „vypreparovaná čedičová žíla s typickým rozpadem horniny.“ Počátkem 21. století bylo navrženo rozšířit toto zvláště chráněné území až na výměru 12 hektarů tak, aby zahrnovalo i Vaňovský vodopád.
V letech 1966 až 1993 požívala ochrany, coby chráněný přírodní výtvor, též Panenská skála, jejíž hřeben leží na katastrálním území Vaňova a sousedního Chvalova. Regionální územní systém ekologické stability ji klasifikuje jako biocentrum lokálního významu o rozloze 4 hektarů.

## Obyvatelstvo
Při sčítání lidu v roce 1921 zde žilo 722 obyvatel (z toho 327 mužů), z nichž bylo 47 Čechoslováků, 653 Němců a 22 cizinců. Většina se hlásila k římskokatolické církvi, ale ve vsi žilo také 22 evangelíků, sedm členů církve československé, jeden žid a sedmnáct lidí bez vyznání. Podle sčítání lidu z roku 1930 měla vesnice 1 053 obyvatel: 143 Čechoslováků, 880 Němců, jednoho Žida a 28 cizinců. Kromě římskokatolické většiny z nich bylo 23 evangelíků, dva členové církve československé, sedm židů, dva příslušníci jiných nezjišťovaných církví a 62 lidí bez vyznání.

### Struktura
Vaňov zažíval stálý populační růst až do roku 1930, kdy dosáhl historického maxima počtu obyvatel, a to 1052. K velkým populačním změnám došlo po druhé světové válce v souvislosti s vysídlením německého obyvatelstva a následným dosidlováním Sudet. Do té doby byl totiž Vaňov většinově německou obcí (v roce 1930 se k německé národnosti přihlásilo 84 % obyvatel). Od konce druhé světové války byl Vaňov populačně ztrátový až do 90. let 20. století, kdy se trend obrátil a počet obyvatel roste. Podle sčítání lidu z roku 2011 ve Vaňově žilo 792 obyvatel, z toho 401 mužů a 391 žen. Věková skupina mladších 14 let byla zastoupena 112 obyvateli a skupinu starších 65 let tvořilo 129 obyvatel.
Podle sčítání lidu z roku 2011 bylo 405 obyvatel ekonomicky aktivních a 47 z nich vyjíždělo za prací mimo Ústí nad Labem. Podle odvětví ekonomické činnosti pracovalo 5 obyvatel v priméru (zemědělství, lesnictví, rybolov), 103 v sekundéru (průmysl a stavebnictví) a 202 v terciéru (služby).
| Rok            | 1850 | 1869 | 1880 | 1890 | 1900 | 1910 | 1921 | 1930 | 1950 | 1961 | 1970 | 1980 | 1991 | 2001 | 2011 |
| -------------- | ---- | ---- | ---- | ---- | ---- | ---- | ---- | ---- | ---- | ---- | ---- | ---- | ---- | ---- | ---- |
| Počet obyvatel | 153  | 217  | 258  | 380  | 591  | 792  | 722  | 1052 | 923  | 918  | 917  | 853  | 698  | 729  | 792  |
| Počet domů     | –    | 38   | 48   | 55   | 63   | 84   | 88   | 123  | 162  | 147  | 171  | 185  | 186  | 212  | 241  |

### Náboženský život
Ve Vaňově se nachází filiální kostel svatého Josefa, kde se však nekonají pravidelné bohoslužby. Území náleží pod římskokatolickou farnost – arciděkanství v Ústí nad Labem, která spadá pod ústecký vikariát litoměřické diecéze.
V době První republiky byli kromě římských katolíků ve Vaňově též zastoupeni evangelíci, husité a židé. V roce 1921 se ze 722 obyvatel ke katolictví přihlásilo 675 obyvatel, k evangelictví 22, k husitství 7, k judaismu 1 a 17 občanů bylo bez vyznání. V roce 1930 se z 1052 obyvatel ke katolictví hlásilo 907 občanů, k evangelictví 72, k husitství 2, k judaismu 7, k jinému vyznání 2 a 62 bylo bez vyznání.

## Hospodářství a infrastruktura
Vaňov je vybaven veřejným osvětlením, vodovodem, kanalizací (napojenou na městskou kanalizaci).
Většina obslužných zařízení je umístěna podél silnice I/30. Nachází se zde množství služeb pro motoristy, mezi něž patří například autobazar AAA Auto, autoservis a pneuservis AEI Šilhart, Alarmy Vojtěch, autoservis Auto-moto Ivo Jiroušek či výkup a prodej ojetých vozů AUTO DISKONT, s.r.o. Ve Vaňově sídlí stavební firma AZ SANACE, a.s., a to v objektu někdejší barvírny Johanna Pilze, která sem byla v roce 1889 přenesena z údolí Klíšského potoka. Na severním okraji Vaňova je v provozu veřejný překládkový přístav, vedle něhož má své středisko společnost Skanska Transbeton, s.r.o., zabývající se prodejem písku a kameniva. Státní podnik Povodí Labe má ve Vaňově pracoviště svého závodu Dolní Labe. Mezi specializované subjekty patří společnost Romana Chvojky prodávající bazény Desjoyaux, poskytovatel internetového připojení AmigoNet, s.r.o., a František Cerman prodávající lovecké a sportovní kuše.
Vaňovská restaurační zařízení zahrnují restauraci Kotva (dříve Anker) a restauraci U Lesana, na jejímž místě kdysi působil restaurant Wenzela Hübsche. V minulosti (zhruba v první polovině 20. století) mezi ně též patřila restaurace U slunce (Zur Sonne) Lorenze Schlenze, kde se konaly taneční, či letní restaurant Vrkoč Ernsta Bendela. Ubytovací kapacity nabízí Ivo Jiroušek (provozující též restauraci Kotva, autoservis a převozní loď Marie). V minulosti pod Vrkočem u řeky Labe stával hotel Ráj (Paradies). V roce 1949 byl kolem něj vybudován závod Prefa na výrobu prefabrikovaných stavebních dílů (panelů), z nichž byla stavěna ústecká sídliště. Do hotelu se posléze nastěhovalo vedení závodu. Po ukončení výroby panelů hotel se závodem chátral a v roce 1999 byl celý komplex stržen.

### Doprava

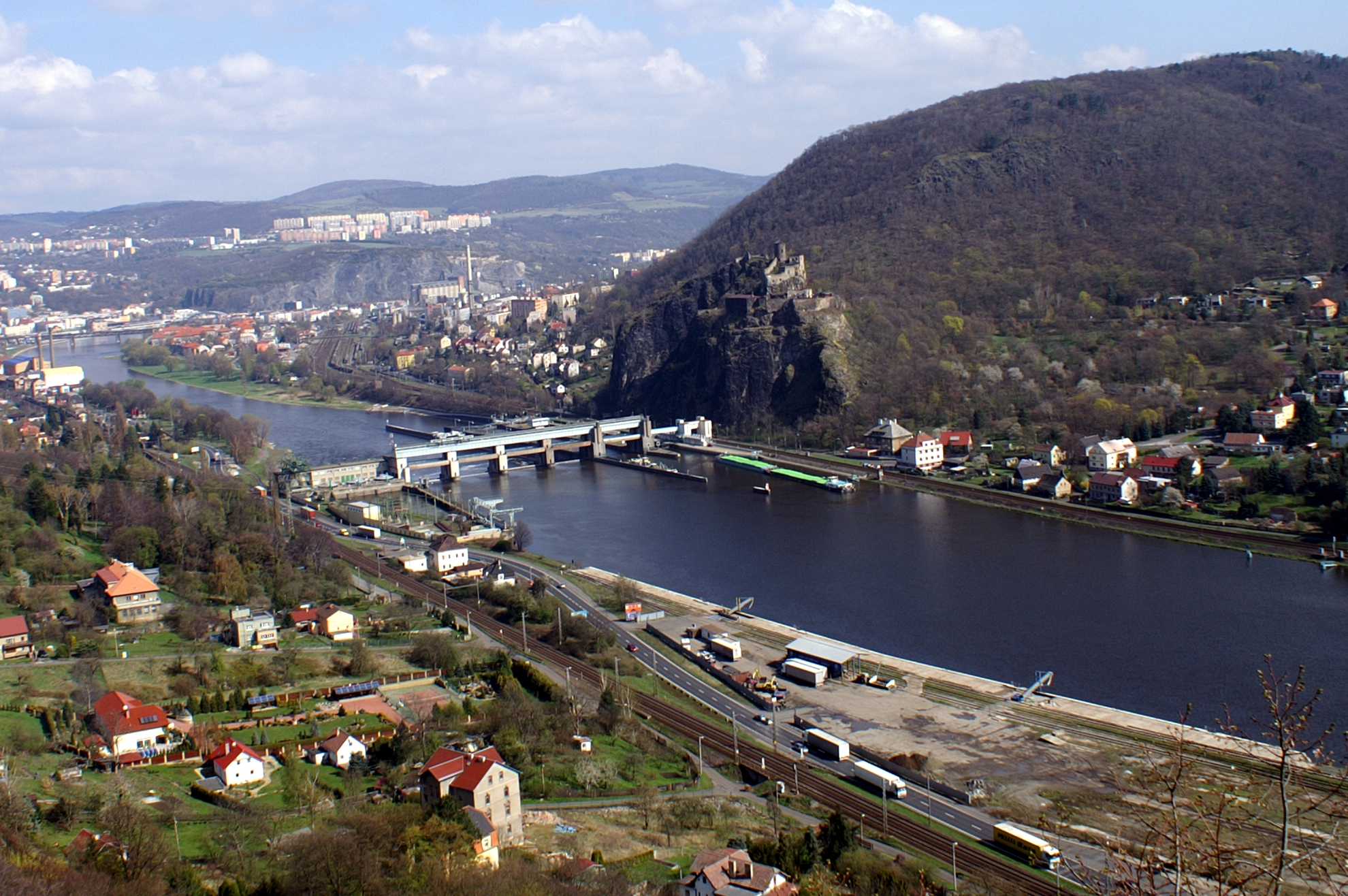
Pohled z Humboldtovy vyhlídky na Masarykova zdymadla, před nimiž se nachází veřejný přístav Vaňov. Vedle něj prochází silnice I/30 a železniční trať 090/091.

Místní páteřní komunikací je silnice první třídy I/30 z Lovosic do Ústí, která spojuje krajské město s dálnicí D8. Vede mezi zástavbou podél železničního náspu a na území Ústí nad Labem (tedy i Vaňova) nese název Pražská ulice. Podle Celostátního sčítání dopravy provedeného v roce 2010 po silnici jezdilo denně v průměru 12 351 vozidel (z toho 8483 osobních vozidel, 3841 těžkých vozidel a 27 jednostopých vozidel). Tato mimořádná exponovanost je způsobena tím, že silnice nahrazuje dosud nedokončený úsek dálnice D8 z Lovosic do Řehlovic. Má celou řadu negativních dopadů, např. zvýšenou nehodovost, emise zplodin, prašnost, hlučnost, vibrace, škody na majetku apod. Dopravní situaci zklidní až dokončení zmíněného dálničního úseku, které je prozatím stanoveno na konec roku 2015. Obyvatelé Vaňova v minulosti (např. v roce 2011) proti neutěšenému stavu dopravní vytíženosti demonstrovali zablokováním této komunikace.
Paralelně se silnicí vede dvoukolejná elektrifikovaná železniční trať 090/091 z Prahy do Děčína, která je součástí I. národního tranzitního železničního koridoru mezi Děčínem a Břeclaví. Postavena byla v polovině 19. století Rakouským císařstvím jako součást Severní státní dráhy (k.k. Nördliche Staatsbahn), a rozdělila území Vaňova na dvě části. Od roku 1850 ve Vaňově fungovala železniční zastávka, která se nacházela v místě železničního přejezdu mezi ulicemi K Přejezdu a Vaňovská. Roku 1975 však byla Československými státními dráhami proti vůli většiny obyvatel zrušena. Od té doby je nejbližší železniční stanicí hlavní nádraží v Ústí nad Labem. V letech 1998 až 2001 prošel úsek trati z Ústí nad Labem do Lovosic modernizací.
Ve Vaňově je rovněž historicky významně zastoupena vodní doprava. V severní části katastrálního území se nachází veřejný přístav Vaňov, napojený na železniční vlečku, který byl postaven v souvislosti s výstavbou Masarykových zdymadel. Využíván je převážně k překládce písků a sypkých substrátů, a patří k nejvyužívanějším přístavům severních Čech. V letech 2009 až 2010 provedlo Ředitelství vodních cest modernizaci přístavní zdi zdejšího přístavu za 136,5 milionu korun. Existuje záměr na celkovou přestavbu a modernizaci přístavu. U restaurace Kotva a stejnojmenné autobusové zastávky se nachází sezónní přívoz. K roku 2013 zde historické plavidlo Marie z roku 1928 obsluhovalo pravidelnou letní linkovou plavbu mezi Vaňovem, Církvicemi, Velkými Žernoseky a Píšťany. Do roku 2005 tu navíc fungoval tradiční přívoz mezi Vaňovem a termálním koupalištěm v Brné, zajišťovaný stejným plavidlem. Koncem 19. století v tomto místě bývala zastávka Sasko-české paroplavební společnosti (Sächsisch-Böhmische Dampfschifffahrts-Gesellschaft) na trase mezi Prahou a Děčínem.
Obslužnost městskou hromadnou dopravou zajišťuje město Ústí nad Labem prostřednictvím společnosti Dopravní podnik města Ústí nad Labem. K roku 2014 se konkrétně jedná o autobusovou linku číslo 15 vedoucí z Vaňova do vesnice Strážky. Čísla autobusových linek a jejich cílové stanice se v minulosti měnily (mezi linky, které Vaňov obsluhovaly, patřila mimo jiné č. 13). Autobusové zastávky na území Vaňova jsou (směrem od Ústí nad Labem): U vodopádu • Kotva • Pražská • Hřbitov • Vaňov. V letech 1927 až 1958 byl Vaňov rovněž obsluhován tramvajovou dopravou, konkrétně 4,5 kilometrů dlouhou linkou č. 6, která z Ústí nad Labem vedla nejprve od divadla, hlavní pošty a posléze od Bílinského mostu.

## Školství a společnost
Ve Vaňově funguje mateřská a základní škola, které jsou od 1. září 2004 odloučenými pracovišti Základní školy a Mateřské školy Ústí nad Labem, SNP 2304/6, příspěvkové organizace. Město Ústí nad Labem ke sloučení přistoupilo kvůli tomu, že ministerstvo školství vaňovské základní škole neudělilo výjimku pro fungování, neboť nemá kompletních devět ročníků. Jednotřídní mateřská škola se nachází v ulici Ve Stráni, kde sídlí v někdejší vile ústeckého obchodníka s textilem Antona Hübla, postavené roku 1902. Malotřídní základní škola sídlí v Pražské ulici v budově z roku 1957 se sgrafitovou figurální výzdobou s husitskými motivy. V budově základní školy je během voleb (komunálních, krajských, parlamentních, evropských) umístěna volební místnost.
Ve Vaňově taktéž sídlí sdružení Fokus Labe, podporující lidi s duševním onemocněním a Baby Club Mája, nabízející kojenecké plavání.
Sběr komunálního odpadu zajišťuje firma AVE. Dvakrát do roka (na jaře a na podzim) jsou organizovány svozy objemného odpadu, nebezpečného odpadu a vaků s odpady ze zeleně. Na několika místech (např. u autobusové zastávky Hřbitov) jsou umístěny kontejnery na sběr tříděného odpadu, a to na papír, sklo a plasty (PET lahve). Na území Vaňova se nachází hřbitov, jehož provoz zajišťuje příspěvková organizace Městské služby Ústí nad Labem.

### Sport

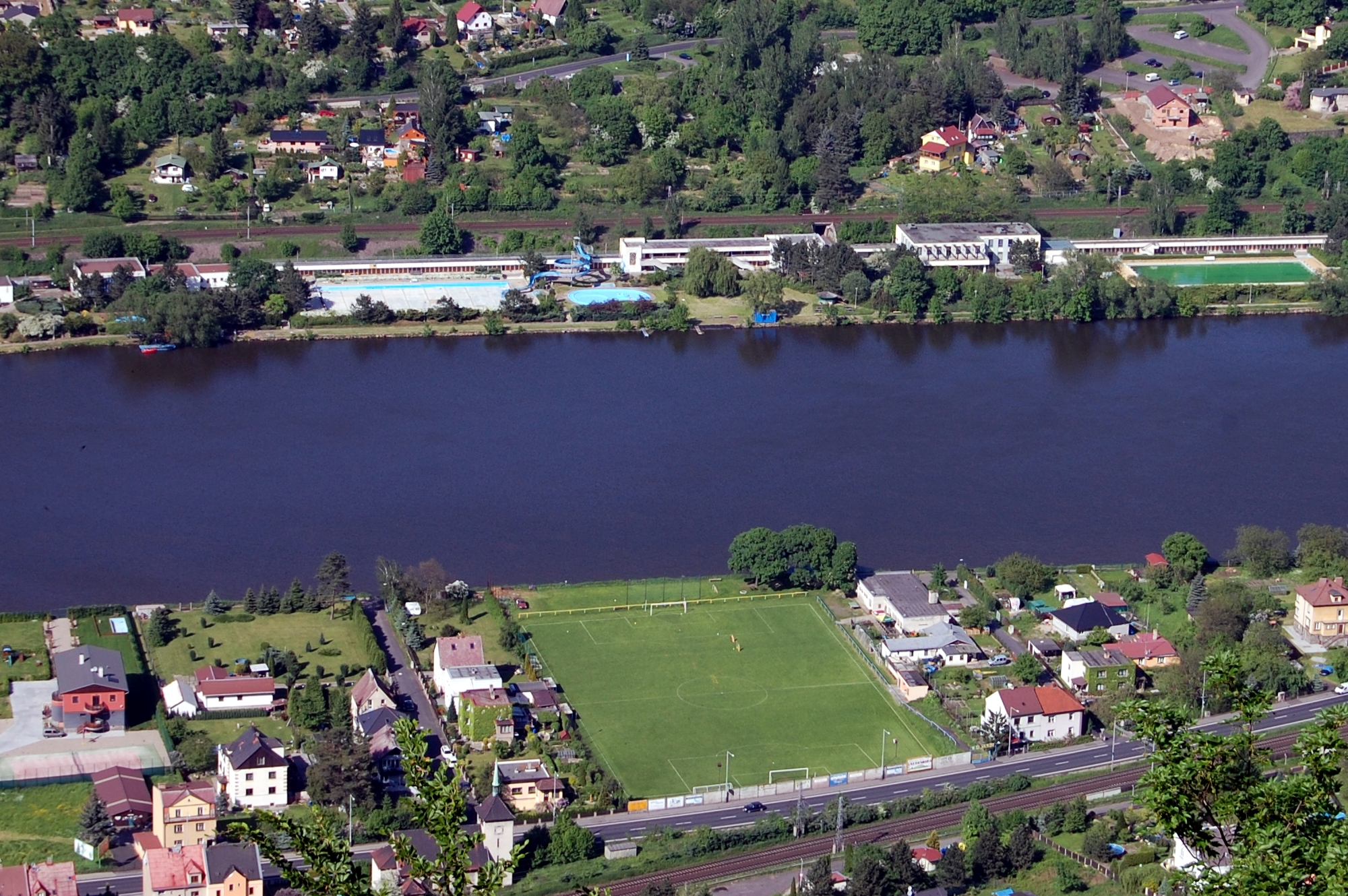
Fotbalové hřiště ve Vaňově, naproti němuž je přes řeku termální koupaliště v Brné

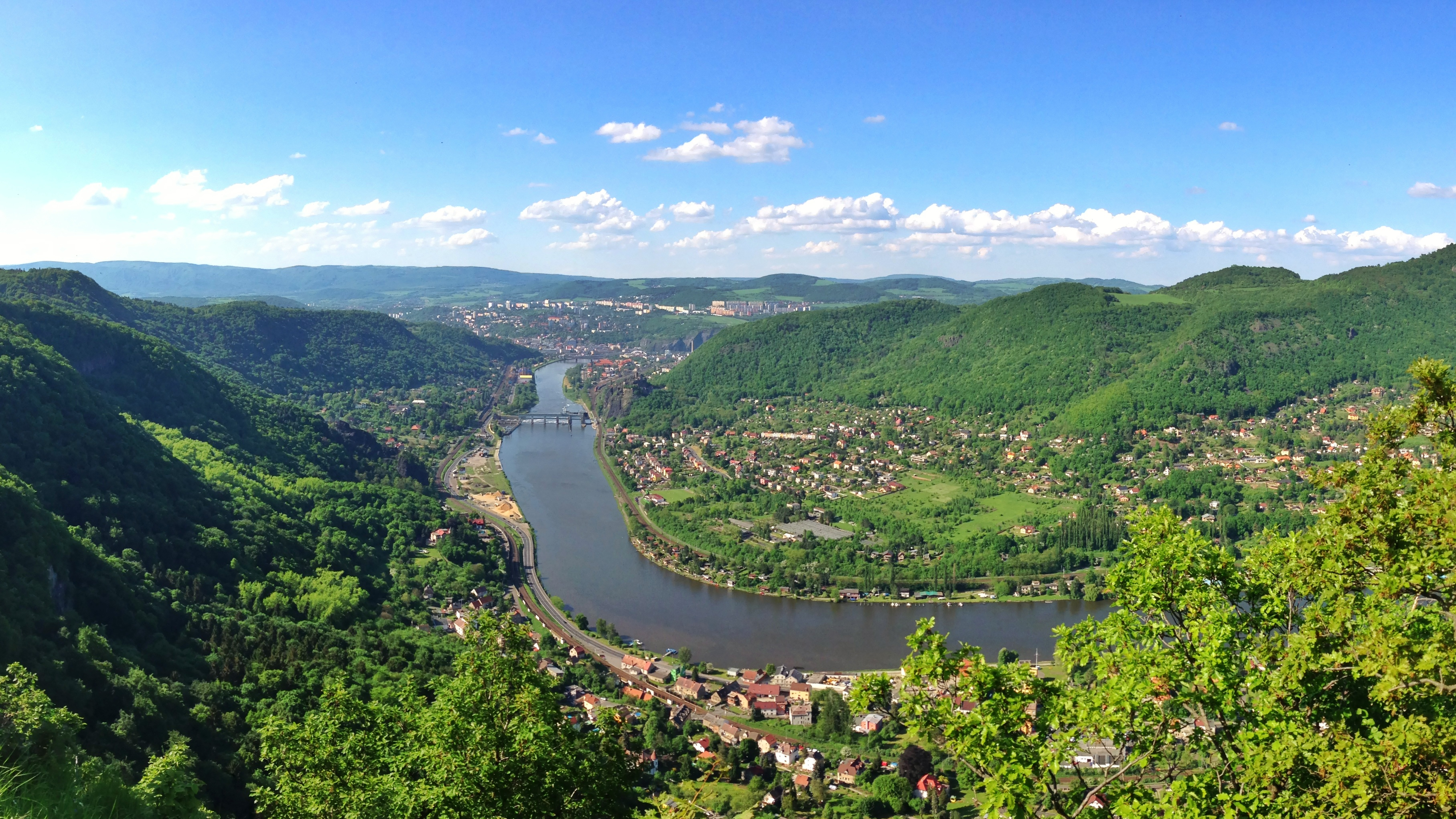
Pohled na Ústí nad Labem a labské údolí z vyhlídky Skály (448 m n. m.) nad Vaňovem, kam vede místní modrá turistická značka

V blízkosti kostela sv. Josefa se při Pražské ulici nachází fotbalové hřiště využívané fotbalovým klubem TJ Vaňov, založeným v roce 1948. Na místním hřišti se v poválečném období hrála házená, a to na úrovni nejvyšší národní soutěže. Nakonec však zdejší házenkářský klub zanikl.
Dlouhou historii má ve Vaňově veslařský sport. Německý veslařský oddíl Ruder-klub Regata zde byl založen již roku 1874. O 49 let později, 28. února 1923, jej následoval Český veslařský klub Ústí nad Labem, a v říjnu téhož roku došlo k otevření české sportovní loděnice. V roce 1930 byla na místě staré německé loděnice z roku 1901 postavena moderní budova ve stylu německého expresionismu. Ta se po druhé světové válce, během níž zchátrala česká loděnice, stala novým sídlem místního Českého veslařského klubu. V roce 1949 byl veslařský klub zabrán Sokolem a o rok později bylo vlastnické právo vloženo na TJ Sokol. V roce 1953 se stalo vlastníkem Revoluční odborové hnutí – závodní skupina Spolku pro chemickou a hutní výrobu (Spolchemie), a o čtyři roky později dostala majetek TJ Jiskra Chemička Ústí nad Labem. Od roku 1971 pořádá veslařský oddíl v polovině května regatu (závod lodí) pod názvem Ústecká zatáčka. V roce 2010 byla budova loděnice rekonstruována stávajícím veslařským oddílem TJ Chemička Ústí nad Labem.
V okolí je i množství turistických tras. Patří mezi ně zelená turistická značka z Větruše do Stadic, žlutá turistická značka z hradu Střekov do Litochovic nad Labem, a modrá turistická značka z rozcestníku Vaňov-bus na vyhlídky nad Vaňovem (Skály a Josefínka). Podél zelené turistické značky se jižně od Vaňova ve směru na Dolní Zálezly nachází „Pohádkový les“, v němž místní řezbář umístil asi dvacet vyřezávaných postaviček zvířat a pohádkových bytostí (třeba Rumcajse, Manku a Cipíska, vodníka, Krtečka apod.). Územím též prochází zhruba 4 kilometry dlouhá zelená naučná stezka Větruše – Vrkoč, jíž v roce 1916 zřídil ústecký Horský spolek s pomocí vojáků, kteří se v oblasti připravovali na boje první světové války. Tato stezka, v minulosti nesoucí název Juliova, vede po úbočí labských vrchů a nabízí pohled na scenerii Českého středohoří, Masarykových zdymadel, Vaňovského vodopádu a místní přírodu. Její součástí jsou informační panely o historii, geologii, zoologii, botanice a ekologii kraje. Při odbočení z naučné stezky pod Vaňovským vodopádem se dá vystoupat k Humboldtově vyhlídce na Vrkoči, odkud je panoramatický výhled na labské údolí. Pojmenována byla na počest německého přírodovědce a cestovatele Alexandra von Humboldta (1769–1859), který České středohoří několikrát navštívil.
Vede tudy rovněž cyklotrasa č. 3091, která zde končí u železničního přejezdu u ulic K Přejezdu a Vaňovská. Začíná v Radejčíně u Řehlovic a na své desetikilometrové trase prochází přes Dubice a Dolní Zálezly. V Dolních Zálezlech se dále napojuje na cyklotrasu č. 3090, vedoucí do Ústí nad Labem k zámečku Větruše. Vaňov skýtá příležitosti i pro horolezce, kteří v zimních měsících vyhledávají zamrzlý Vaňovský vodopád, jenž se mění v ledopád, a umožňuje ledovcové lezení. Další horolezeckou lokalitou jsou čedičové skalní věže Milenci.

## Pamětihodnosti

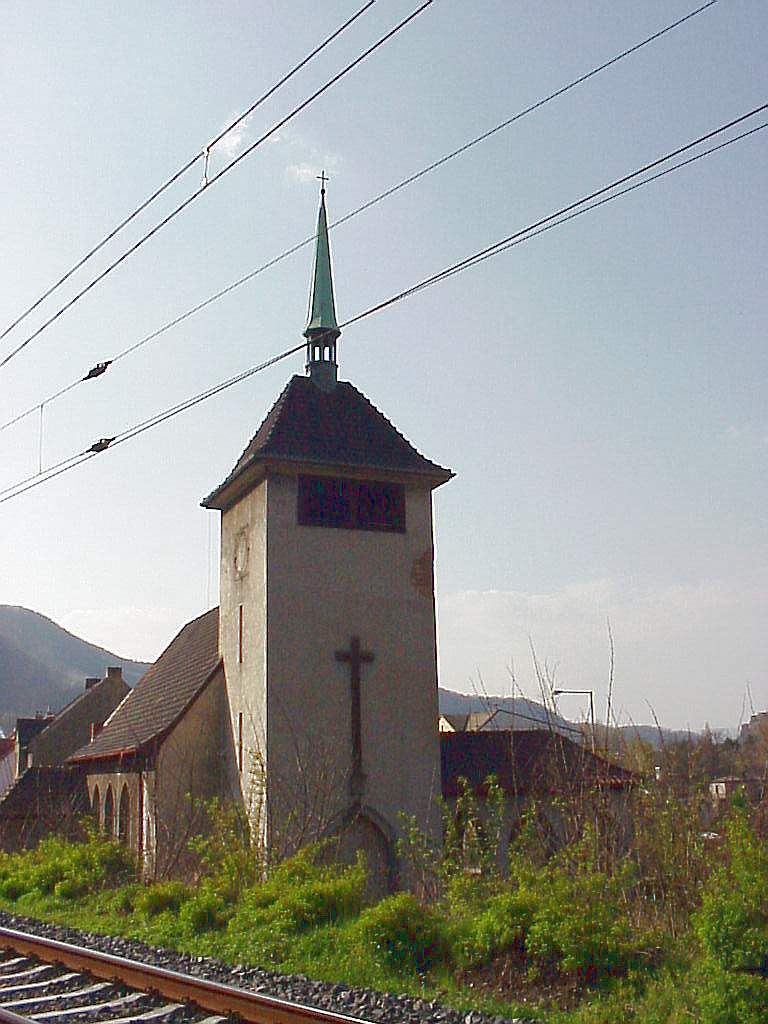
Filiální kostel sv. Josefa

Ve Vaňově se nachází množství přírodních pamětihodností, a to především dvě zvláště chráněná území CHKO České středohoří a NPP Vrkoč. S ohledem na geologickou minulost oblasti a její geomorfologický vývoj zde vznikla celá řada skalních útvarů, mezi něž patří třeba Panenská skála, skalní věže Milenci či útvar Josefínka. Evropským unikátem je vypreparovaná čedičová žíla Vrkoč, která je specifická zvláštní sloupcovou odlučností čediče. V její blízkosti je na Podlešínském potoce Vaňovský vodopád, který je se svými dvanácti metry nejvyšším vodopádem Českého středohoří.
Kulturně-historické a sakrální památky jsou ve Vaňově zastoupeny kostelem svatého Josefa, který nechal při hlavní silnici z Ústí nad Labem do Lovosic v roce 1939 postavit stavebník Georg Schicht. Ten byl zbudován na místě původní kaple. Po druhé světové válce kostel sloužil svému účelu až do roku 1968, kdy byl opuštěn a chátral. Roku 1992 byl opraven a znovu zprovozněn, neslouží se zde však pravidelné bohoslužby. Zajímavostí je tzv. Löblův kříž z roku 1813, který na místě původního krucifixu z roku 1760 nechal postavit místní vinař Löbl na připomínku neštěstí, při němž nešťastnou náhodou zastřelil svého jediného syna. Vinař tehdy se zbraní hlídal svou vinici před zloději, když v tom se nečekaně vracel jeho syn z vojny. Když uslyšel kroky, bez výstrahy vystřelil a potomka smrtelně zranil. Kříž byl ze svého původního místa přemístěn do zahrady za tratí nad hostincem U lípy.

## Osobnosti
- Ferdinand Maresch (1854–1940) – radní města Ústí nad Labem a majitel továrny na výrobu trpaslíků, založené jeho otcem Johannem Mareschem, žil ve vile, nacházející se vedle skály Vrkoč.[85] Mareschovi zahradní trpaslíci se stali jedním ze symbolů města Ústí nad Labem a byli vyváženi do celého světa.[102]
- Jiří Šošvald (1920–1994) – spisovatel a iniciátor hudebního festivalu Porta, známý též jako „Westernový dědek“,[103] žil v dětství s rodiči v hrázděné vile v Čajkovského ulici.[8]